# モンバジャックAOC

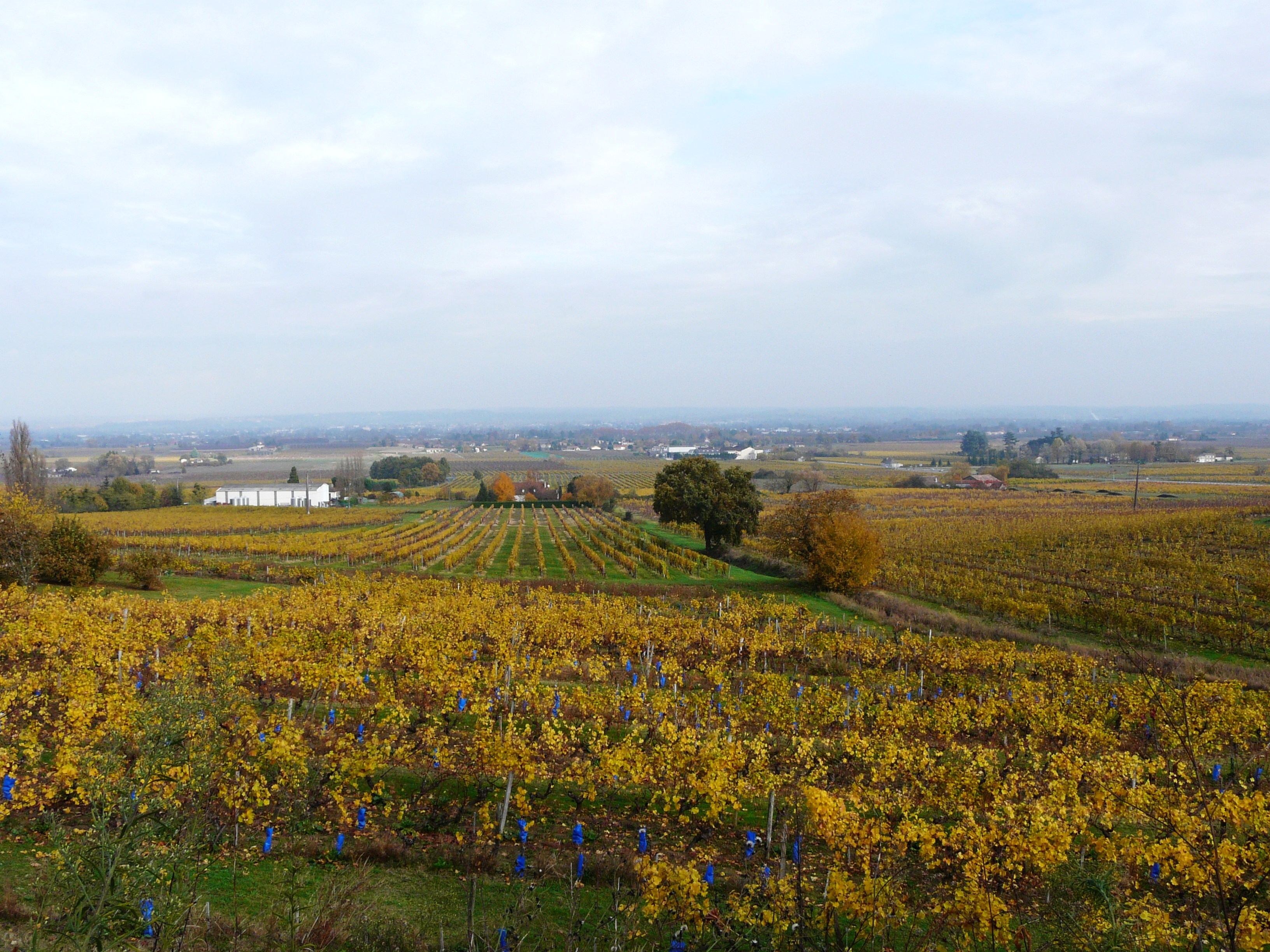
秋のモンバジャックのブドウ畑

モンバジャック（Monbazillac）は、フランス南西部アキテーヌ地方ドルドーニュ県で作られている白ワインである。

## モンバジャック AOC
モンバジャックAOCは、モンバジャックを含む5か村で構成されるワイン生産地で、1935年にAOCに認定された。本来はすべて貴腐ワインであったが、現在は比較的安価な甘口の白ワインも生産されている。すべて甘口の白ワインで、セミヨン、ソーヴィニョン・ブラン、ミュスカデルのぶどうから作られる。

## シャトー
地区内にあるキュヴェ・マダム（Cuvée Madame）というワインは、ボルドー、ソーテルヌ村の最高級貴腐ワインシャトー・ディケムと比べても遜色ないのではないかと言われるほど高い評価を受けている。また、シャトー・マルゴーと並び、村名(AOC名)をシャトー名にしている「シャトー・ド・モンバジャック」がある。